# Oliver Troska
Oliver Troska (* 6. Juli 1988 in Hamburg-Eppendorf) ist ein deutscher Schauspieler.

## Leben
Oliver Troska wuchs in Hamburg auf. Schon während seiner Schulzeit interessierte er sich für die Schauspielerei und sammelte Erfahrungen im Schul- und Improvisationstheater sowie als Komparse beim Fernsehen. Nach dem Abitur 2008 arbeitete er als Sportvideo-Journalist, zunächst in den Fußballredaktionen von Hamburg 1 und N24, dann bei DSF (heute: Sport1). 2010 wechselte er zur Besetzungsredaktion von Constantin Entertainment.
Noch im gleichen Jahr begann er eine Ausbildung zum Film- und Fernsehschauspieler an der München Film Akademie (MFA), die er 2013 beendete. Er spielte im Abschlussfilm Höre die Stille, der dann allerdings zum Kinofilm umgearbeitet wurde, einen charismatischen Fußballer und Wehrmachtssoldaten.
2016 bekleidete er die Hauptrolle in Stefan Siereckis Horrorfilm Hi8 – Resurrectio.

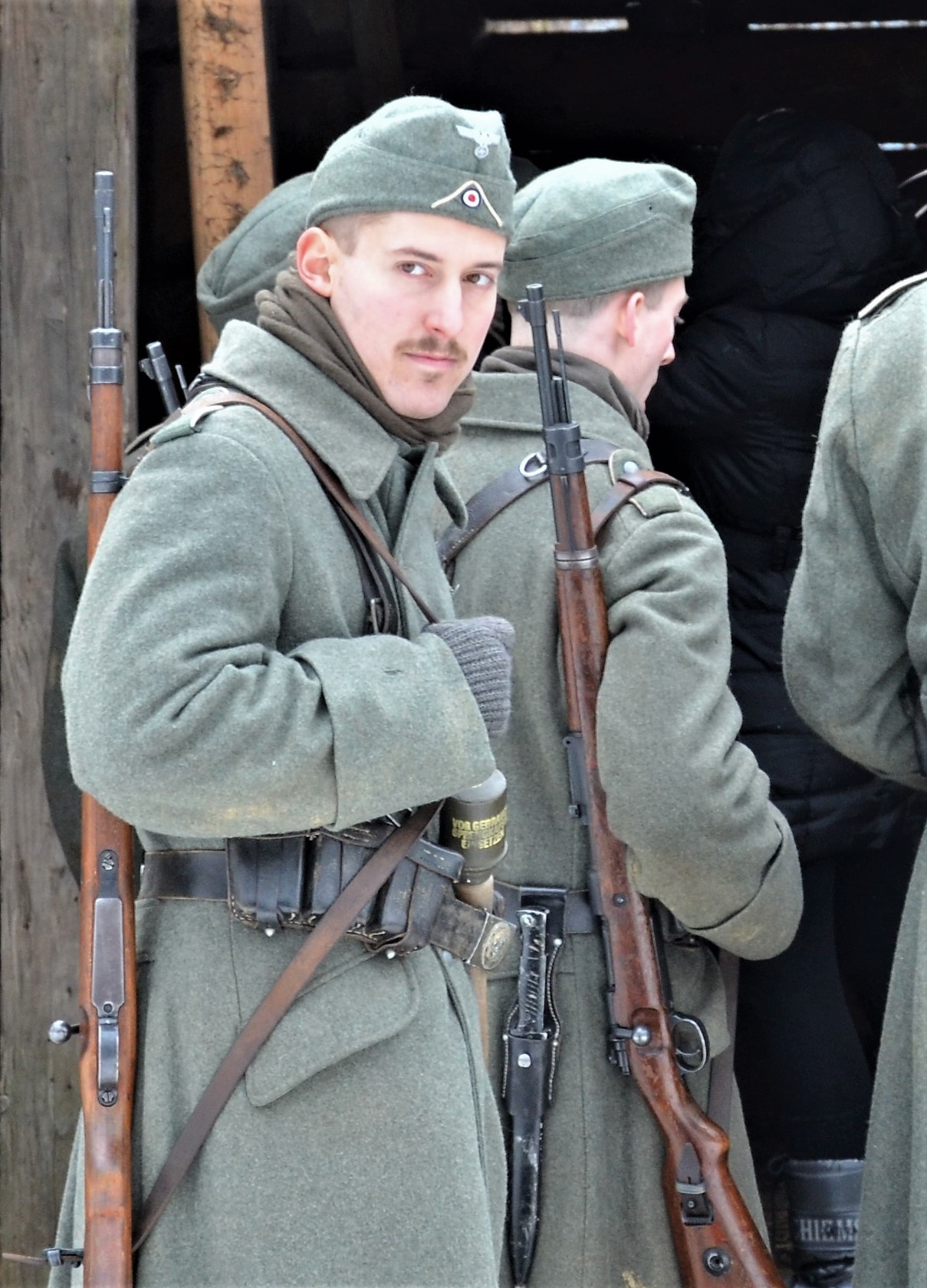
Oliver Troska als Gefreiter Gerhard Feldberg, Waldkarpaten, 2013

## Filmografie
- 2016: Höre die Stille
- 2016: Duell der Brüder – Die Geschichte von Adidas und Puma (Fernsehfilm)
- 2016: Hi8 – Resurrectio
- 2017: Neben der Spur – Dein Wille geschehe (Fernsehfilm)
- 2017: Scars of Xavier
- 2017: Café Klug - Die Serie (Webserie)
- 2017: Opa wird Papa (Fernsehfilm)
- 2017: Die Rosenheim-Cops (Fernsehserie)
- 2017: Oma ist verknallt (Fernsehfilm)
- 2018: Die Rosenheim-Cops (Fernsehserie - Episode: Ein edles Motiv)